# Rondhout
Rondhout is een term uit de zeilvaart waarmee de ronde houten delen van de tuigage van een zeilschip worden aangeduid. Het rondhout wordt gebruikt om de zeilen aan te bevestigen.
De term rondhout is ontstaan als tegengestelde van het verzaagde hout dat voor romp en dekken van een schip gebruikt werd. Tot het rondhout behoren:
- giek
- gaffel
- kluiverboom
- dwarshout, rondhout dat dwars op de mast wordt bevestigd, bestaande uit
  - zaling
  - ra
  - ander dwarshout waaraan een zeil wordt opgehangen, zoals bij loggertuig, jonktuig en sinago.